# Rue Haneviim

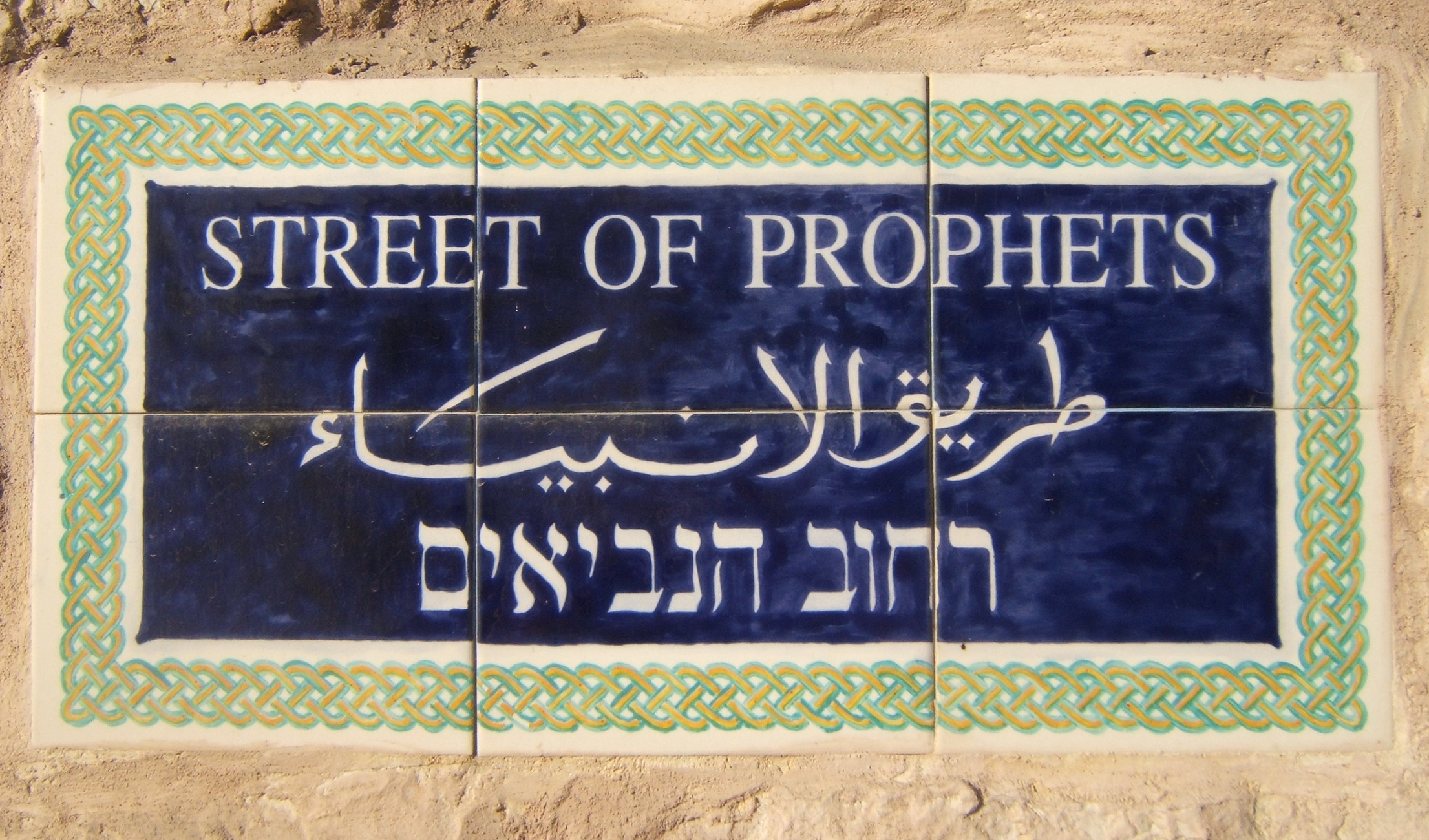

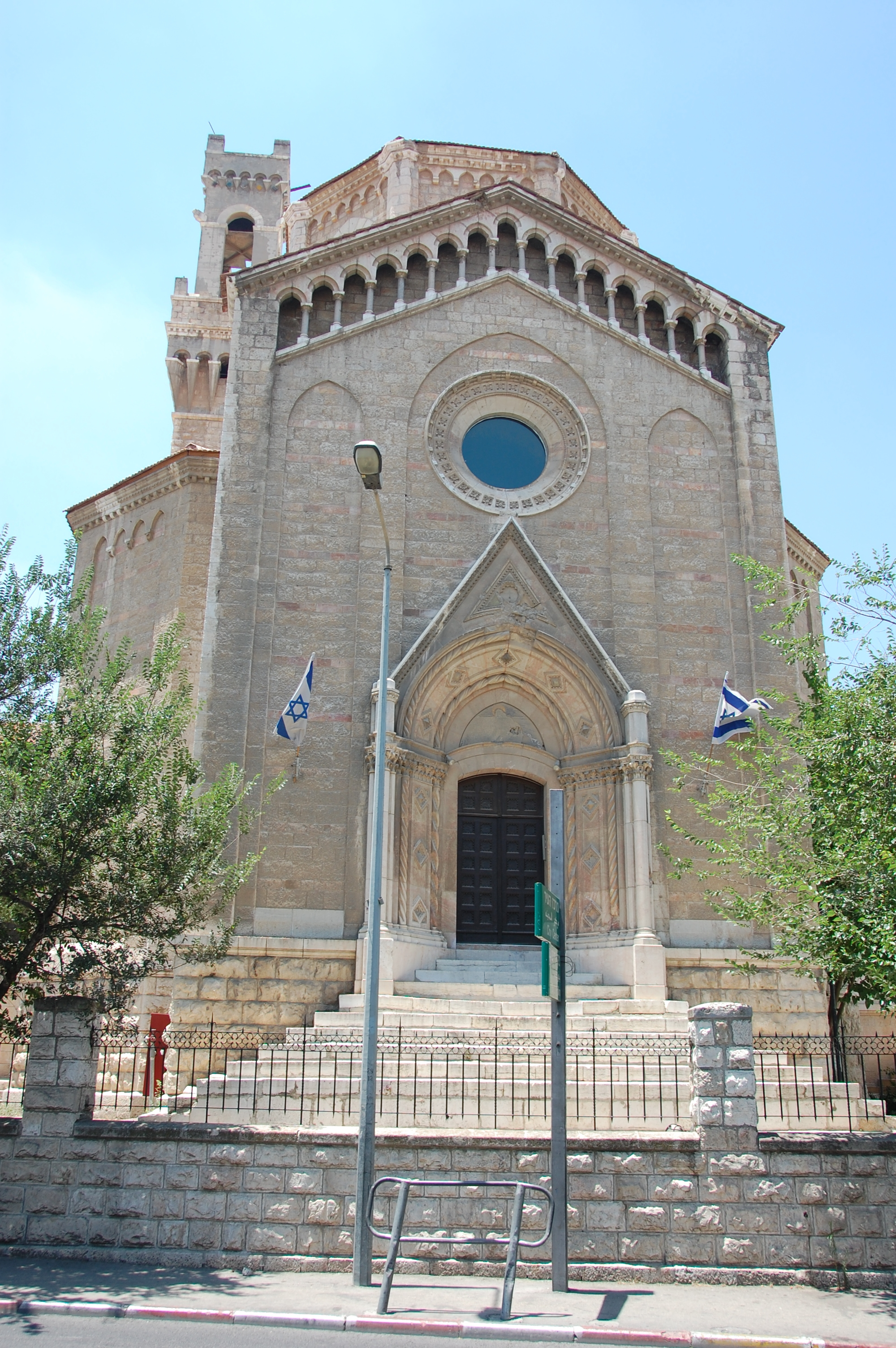
Hôpital italien. Fait aujourd'hui partie du Ministère de l'Education et de la Culture

La rue Haneviim (la rue des Prophètes) est une des principales rues de Jérusalem. 

## Situation et accès
La rue Haneviim relie la Vieille Ville de la capitale au centre de la ville moderne sur 1,6 km. Elle débute à l'est de la rue Soliman, devant la Porte de Damas (Shaar Shekhem, de l'hébreu : שער שכם) et se termine à la place de la Davidka, à l'ouest, où elle rencontre la rue de Jaffa au niveau du marché de Mahané Yéhoudah.
La rue traverse le quartier Morasha. Elle est délimitée :
- à l'est par la Vieille Ville ;
- au sud par le Complexe Russe et le centre-ville ;
- à l'ouest par le quartier de Mahané Yéhoudah ;
- au nord par les quartiers de Méa Shéarim et Géoulah.

## Origine du nom
Le nom rue des Prophètes a été donné à la rue sous le mandat britannique, et il apparaît pour la première fois sur une carte en 1924. Avant cela, on donnait à la rue différentes appellations : 
- rue des hôpitaux, à cause des hôpitaux qui s'y trouvait : hôpitaux allemand, juif (Rothschild), italien, ...
- rue des consulats
- rue de derrière, car elle se situe au nord de la principale artère de circulation de Jérusalem, la rue de Jaffa (rehov Yafo)
- rue de l'aristocratie, car c'est un quartier riche de la Jérusalem du début du XXe siècle où habitent des notables de toute confession.

Le nom a été choisi par un comité sous le patronage des Britanniques auquel participait des représentants des trois religions (chrétiens, juifs et musulmans). Le nom a été choisi de manière à avoir une signification pour les membres des différentes religions, puisque des prophètes sont rattachés à toutes les religions.

## Historique

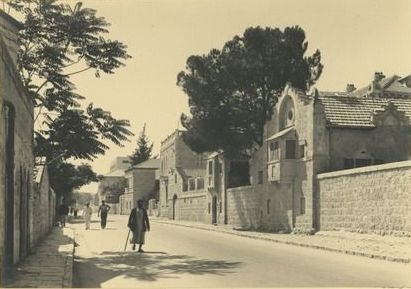
Rue Haneviim, 1925 - 1937

Elle a été tracée et habitée à la fin du XIXe siècle, lorsqu'on a commencé à construire en dehors des murailles de la Vieille Ville lors du processus qu'on appelle en hébreu yetsia mehahomot. 
Toute la rue porte les traces de l'architecture et de l'histoire des différentes cultures et de différentes religions, depuis le XIXe siècle et jusqu'au début du XXe siècle. L'âge d'or de la rue des Prophètes commence au milieu du XIXe siècle et termine en 1917, avec la chute du pouvoir ottoman. La rue et ses alentours comptaient alors parmi les endroits les plus riches, ce qui s'exprime à travers la construction de consulats, d'hôpitaux, d'instituts pour l'éducation, d'instituts religieux et de belles maisons d'habitation. Avec les émeutes de 1929, commence le déclin du statut particulier de la rue, qui se retrouve découpée entre un secteur juif au centre et à l'ouest, et un secteur arabe à l'est. Lors de la partition de Jérusalem entre 1948 et 1967, la ligne de séparation traversait la partie est de la rue des Prophètes et la divisait entre l'État d'Israël et la Jordanie.

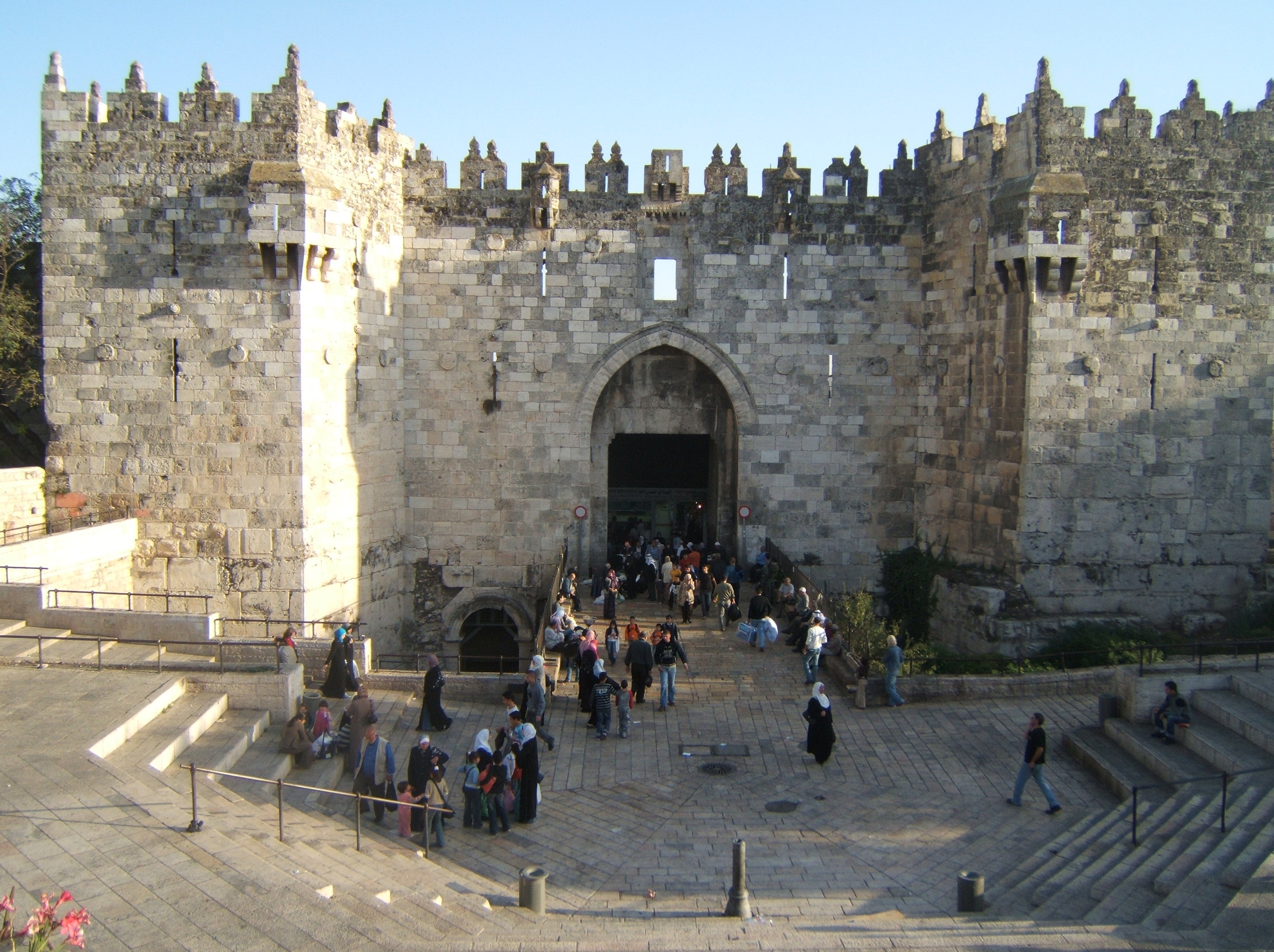
Porte de Damas

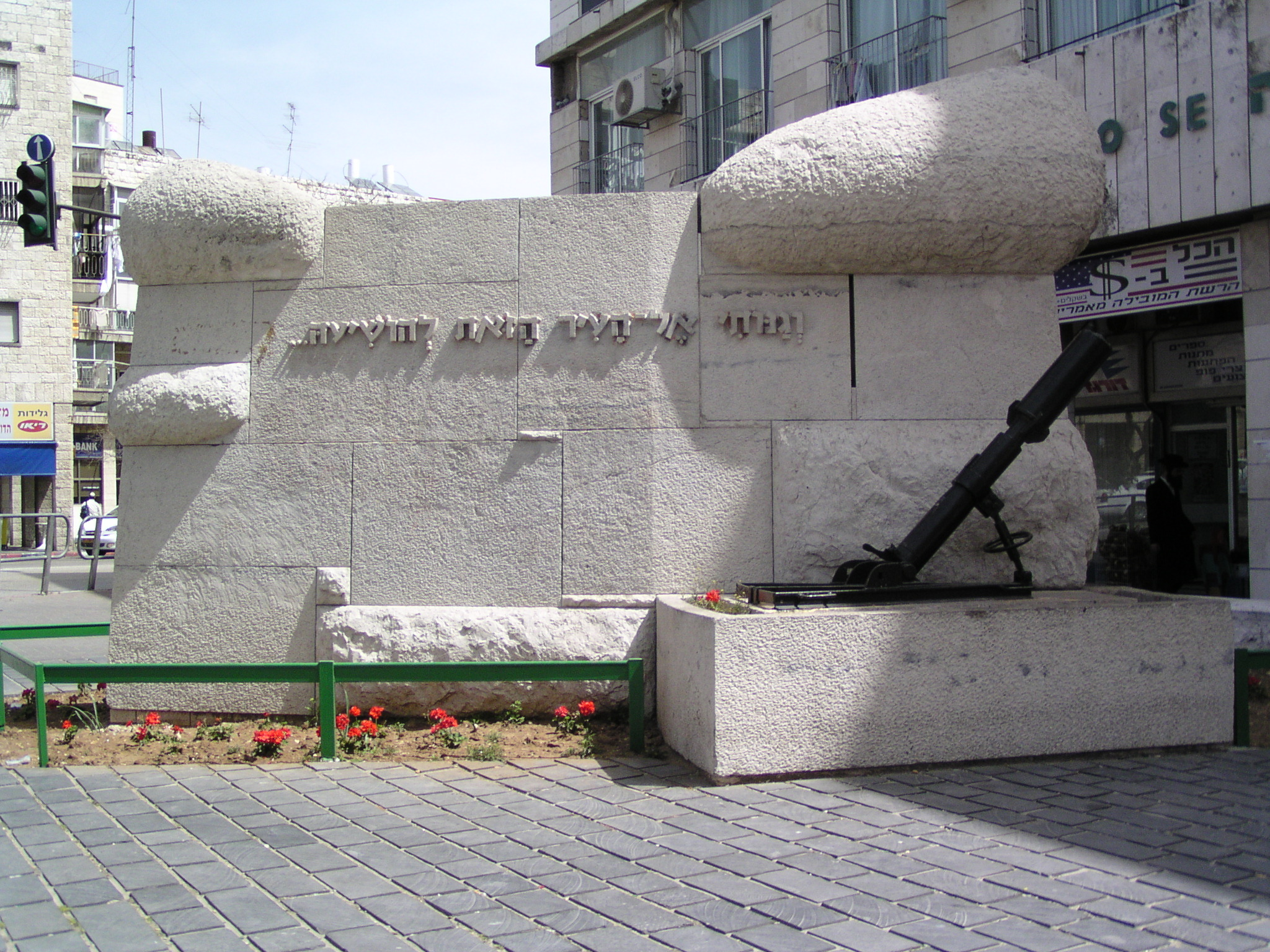
Place de la Davidka

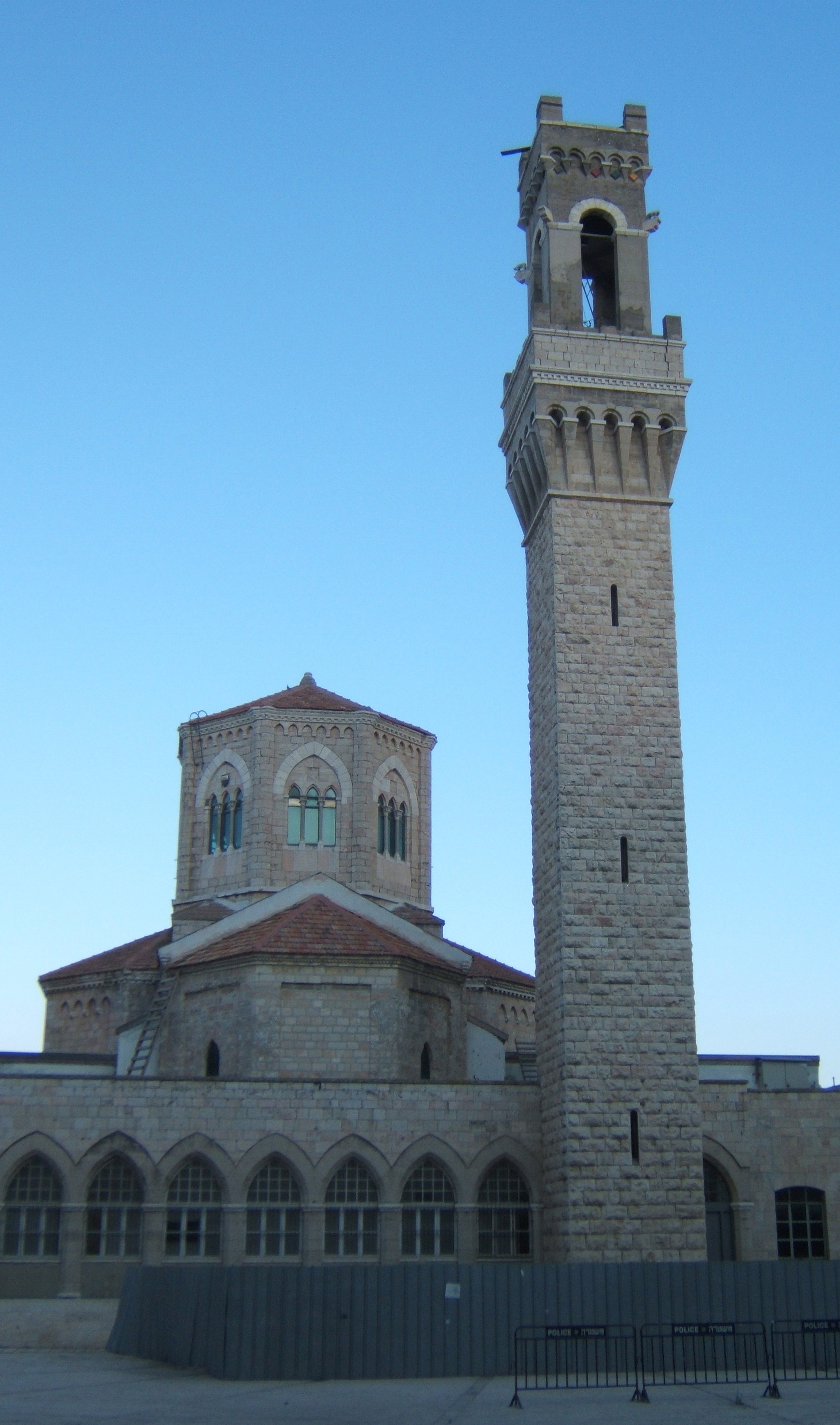
L'église et le clocher de l'hôpital italien

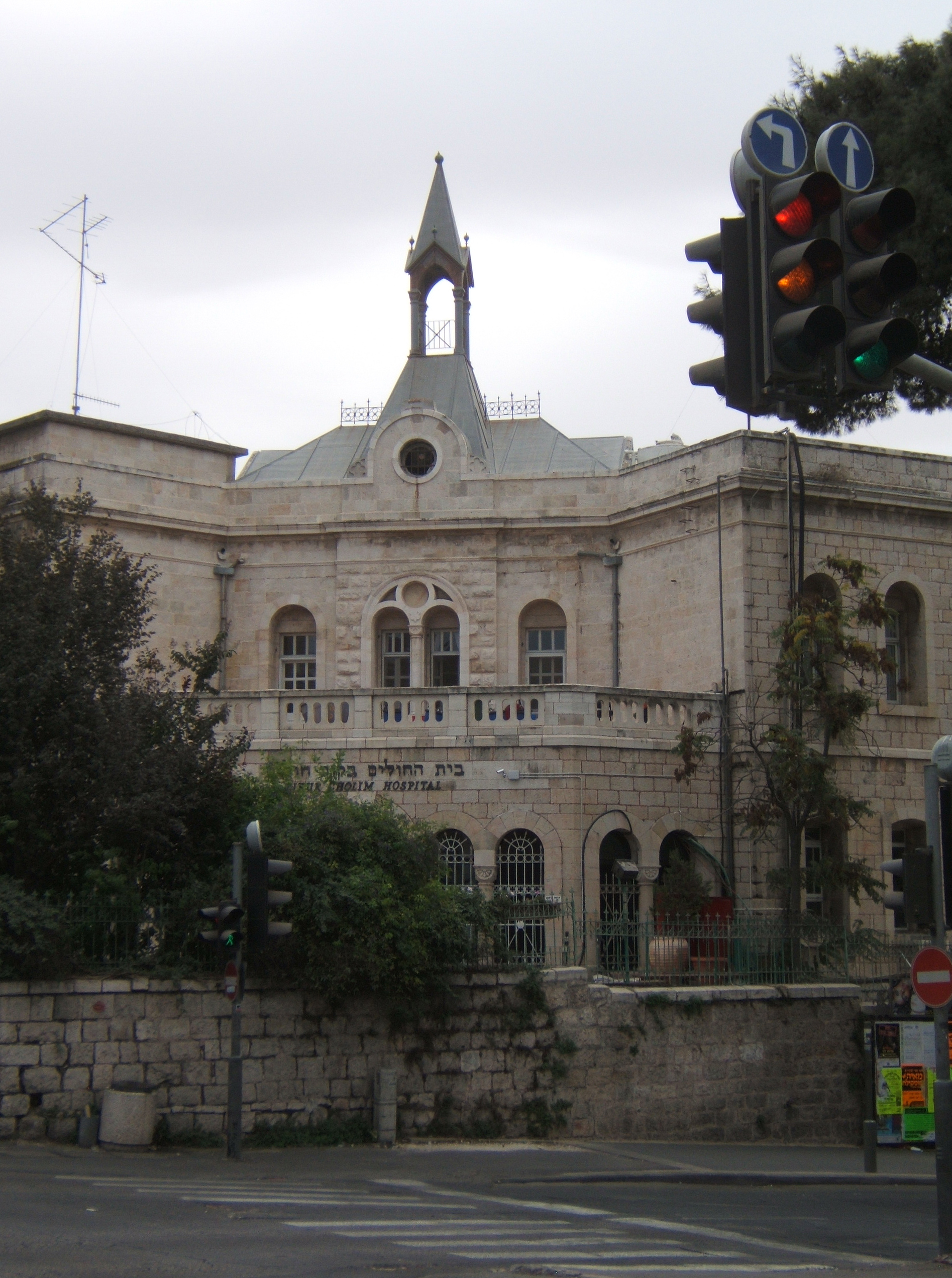
Hôpital allemand. Fait aujourd'hui parti de l'hôpital Bikour Holim

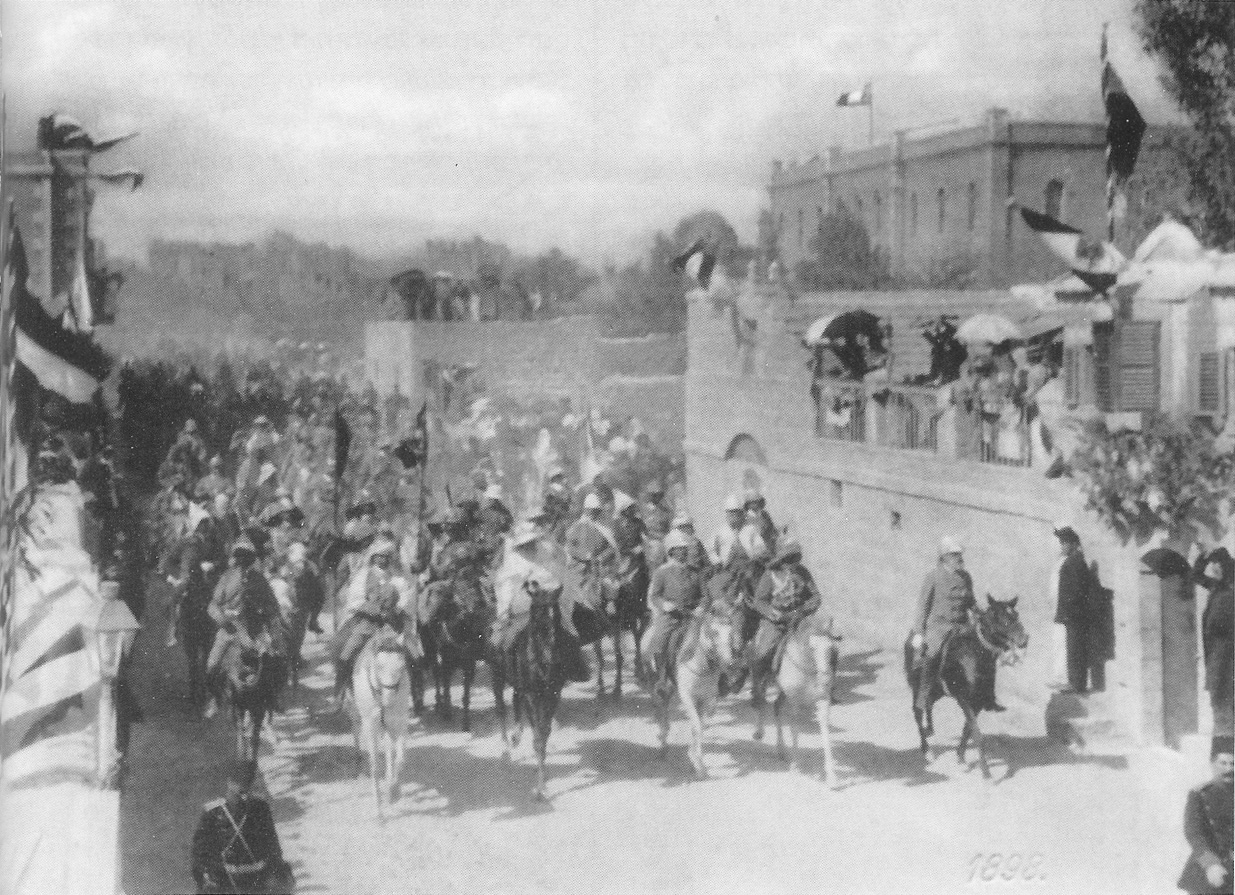
Visite de l'empereur Guillaume II d'Allemagne à Jérusalem. Traversée de la rue des Prophètes par son cortège le 29 octobre 1898. À droite, la maison Beth Thabor. Au fond, monastère Saint Joseph

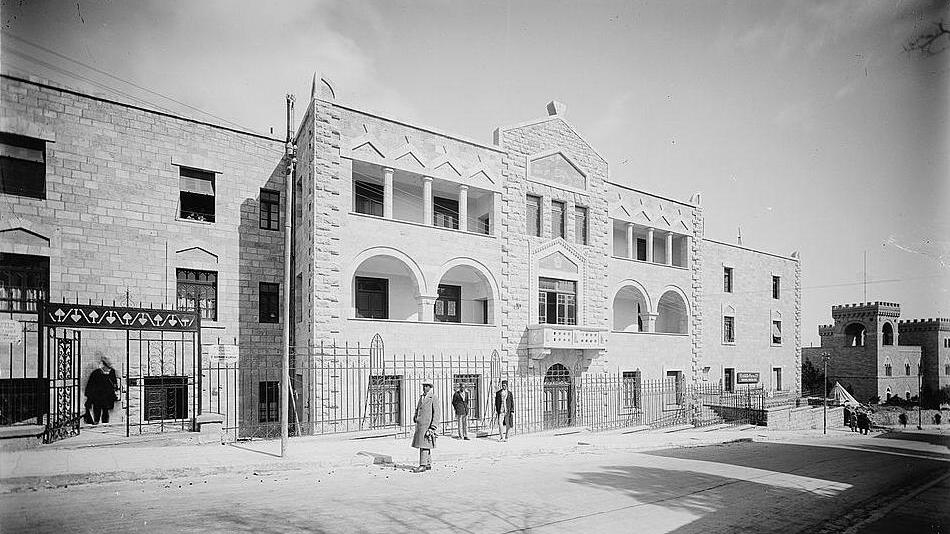
Consulat éthiopien (entre 1920 et 1933). On peut remarquer au sommet des angles du bâtiments les extrémités en forme de cornes

### Fin de la période ottomane
À la fin du XIXe siècle, les étrangers, notamment les Occidentaux, et les différentes communautés religieuses présentes à Jérusalem commencèrent à s'installer en dehors des remparts à cause de la densité importante de la population et des  conditions de vie difficile qui y régnaient. On commença alors à acheter des terrains dans le secteur de la rue Haneviim et à construire des maisons et de nouveaux quartiers. Ce secteur avait l'intérêt d'être proche d'une route importante, la route de Jaffa (aujourd'hui la rue de Jaffa) qui était presque la seule voie reliant Jérusalem à sa ville portuaire, Jaffa. L'avantage de la rue Haneviim par rapport à la route de Jaffa à cette époque était le calme relatif, sans circulation et sans bâtiments commerciaux. La rue Haneviim gagna une position spéciale et devint une rue aisée, dans laquelle on construisit des hôpitaux, des consulats, des fondations chrétiennes et des établissements publics. Les maisons d'habitation étaient parmi les plus belles de la ville. Elles étaient habitées par des notables, des membres de l'administration ottomane et des hommes d'affaires arabes. À leur suite, d'autres personnes ayant des positions importantes achetèrent des terrains dans la rue, notamment des Allemands, des Anglais et des Américains.
Le premier établissement médical fut construit dans la rue Haneviim à partir de 1862 avec la création d'un sanatorium par la société missionnaire anglicane London Society for Promoting Christianity Among the Jews. À cet endroit, fut construit plus tard, en 1897, l'hôpital de la Mission Anglaise, English Mission Hospital (au n° 82 de la rue). 
- En 1863, un hôpital russe destiné aux pèlerins fut construit dans le Complexe Russe. Cet ensemble de bâtiments construits sur un terrain acheté entre 1857 et 1858 était destiné à accueillir les pèlerins russes. Il comprenait également le consulat, une cathédrale et des hôtelleries. Aujourd'hui, le bâtiment de l'hôpital, appelé immeuble Avihaïl, fait partie de la mairie de Jérusalem.
- En 1872, le docteur Max Sandreczky créa l'hôpital pour enfants Marienstift Kinderhospital (au n° 29 de la rue).
- En 1888, l'hôpital Meïr de Rothschild ouvrit ses portes (au n° 37 de la rue).
- En 1894, ce fut l'hôpital allemand (au n° 49 de la rue).
- L'hôpital Bikur Holim (au n° 53 de la rue) fut construit en 1910.
- Avec le début du Mandat britannique en 1919 fut construit l'hôpital italien (au n° 34 de la rue).

Avant cela, la plupart des hôpitaux étaient installés dans la Vieille Ville (hôpitaux allemand, anglais, Rothschild et Bikur Holim) et furent forcés de la quitter à cause de la grande densité de population et des conditions sanitaires devenues insalubres.
La grande concentration d'hôpitaux dans la rue Haneviim n'est pas due au hasard. Elle a pour origine la concurrence entre les différentes institutions pour attirer les Juifs. Les institutions religieuses chrétiennes missionnaires cherchaient à convertir les juifs au christianisme en leur fournissant des services médicaux avancés. Face à cela, des fondations juives furent créées pour empêcher les juifs de se tourner vers les hôpitaux chrétiens. La direction du Yishouv vit dans ces tentatives de conversion un grand danger. Elle répondit en émettant un herem contre ceux qui se tournaient vers ces services de santé, mais la population juive démunie continua à recourir aux soins médicaux donnés gratuitement dans les hôpitaux chrétiens.
En plus des hôpitaux, des institutions éducatives et religieuses furent créées dans la rue Haneviim. Une partie d'entre elles avaient un caractère missionnaire, comme 
- la Mission Anglaise (56 rue Haneviim) fondée en 1890
- le monastère français Saint-Joseph (66 rue Haneviim) en 1893
- l'école Evelina de Rothschild qui fut établie en 1896 dans la maison Beth Mahanaïm haShéni (13 rue Haneviim)
- l'école pour aveugles (33 rue Haneviim) en 1902
- la maison du clergé allemand (42 rue Haneviim) en 1903
- l'école allemande (rue Shaoul Adler, à l'angle de la rue Haneviim) en 1910

Sous le mandat britannique, on construisit également l'école de garçons de l'ordre salésien en 1928 (15 rue Haneviim).
Outre des bâtiments publics, des maisons d'habitation particulières ont été construites dans la rue Haneviim, pour la plupart grandes et très belles. Les plus connues sont
- la maison Beth Thabor, de l'architecte Conrad Schick, qui mélange l'architecture gothique allemande avec des éléments d'architecture moyenne-orientale
- la maison Beth Mahanaïm haRishon, connue plus tard sous le nom de Beth Navon Bey
- la maison Beth Mahanaïm haShéni
- la maison Beth Kelk ou Beth haBishop
- la maison du peintre William Holman Hunt

Ces maisons d'habitation ont été construites sur des grands terrains, au milieu d'un jardin et entourées de hauts murs. Beaucoup de bâtiments sont construits dans le style des constructions européennes, et traduisent l'identité nationale de son propriétaire, comme l'hôpital allemand et son clocher caractéristique des constructions publiques allemandes. Les bâtiments publics construits par les juifs suivaient également le style européen. Les bâtiments et les portes étaient ornés de symboles religieux, comme la croix, le maguen David (l'étoile de David), le croissant, le symbole des différents ordres religieux ou des versets de la Bible dans différentes langues. Deux des plus belles maisons construites par des chrétiens portent des noms tirés de la Bible : Beth Thabor et Beth Mahanaïm. Par ailleurs, de nombreux bâtiments, notamment dans la partie centrale et orientale de la rue sont construits dans le style des constructions arabes qui était répandu à la fin du XIXe siècle et au début du XXe siècle.
En 1875, le quartier juif Qiriah Néémanah (Ville fidèle) fut fondé au sud du secteur le plus à l'est de la rue, à proximité de la Porte de Damas, par des religieux de Jérusalem sous la conduite de Nissim Beck. Au début, ce quartier fut appelé Ohaléi Moshé vihoudit (Tentes de Moïse et Judith), du nom de Moïse Montefiore et de son épouse. Ce quartier, et les autres fondés à proximité de lui, furent surnommés par les habitants de Jérusalem batéi Nissim Beck (maisons Nissim Beck). 
En 1893, un autre quartier juif fut ajouté de l'autre côté de la rue - au nord - portant le nom de Eshel Avraham. Il fut fondé par des juifs originaires de Géorgie.
En 1898, pendant la visite de Guillaume II à Jérusalem, l'empereur allemand séjourna dans un camp de tentes établi dans la rue Haneviim, sur un terrain appartenant au gouvernement ottoman. C'est là que Guillaume II rencontra Théodore Hertzl le 2 octobre 1898. Ce terrain fut ensuite donné en cadeau à l'empereur, qui l'accorda au Propst (le chef de l'Église allemande protestante). Une maison y fut construite en 1903 pour servir d'habitation au Propst qui logeait avant dans la Vieille Ville. Aujourd'hui, cette maison abrite une école de l'ORT, ORT Oleisky College, au 42 rue Haneviim.

### Période du Mandat britannique
En décembre 1917, le général britannique Allenby pris la ville de Jérusalem aux Ottomans et en 1920 commença le Mandat britannique sur la Palestine. Jérusalem devint alors une capitale moderne. C'est à cette époque que fut construit l'hôpital italien et le consulat éthiopien. La rue Haneviim, qui était alors un chemin de terre, fut goudronnée et on mit en place des infrastructures pour l'eau et l'électricité. Dans la rue et dans le quartier de Morasha s'installèrent des juifs d'Allemagne, de Russie, d'Angleterre, des États-Unis et du Canada. Beaucoup d'entre eux figurèrent parmi les futurs dirigeants du Yishouv, comme Menahem Ussishkin, Arthur Ruppin, Dov Yosef ou la famille d'Itzhak Rabin. En 1925, la poétesse Rachel habite brièvement dans une maison de la cour du numéro 64.
Pendant les émeutes sanglantes de 1929, les Arabes de déchaînèrent contre les quartiers juifs proches de la Porte de Damas des deux côtés de la rue Haneviim, c'est-à-dire Eshel Avraham et Qiriah Néémanah. 19 juifs furent tués, une synagogue et des maisons particulières furent pillées, détruites et incendiées. Après ces évènements, les juifs abandonnèrent les quartiers orientaux de la rue, qui devint de fait un quartier uniquement arabe, de la Porte de Damas jusqu'à Morasha.
Après l'arrivée au pouvoir des Nazis en Allemagne en 1933, des drapeaux frappés de la Croix gammée furent installés devant les bâtiments officiels de l'Allemagne, notamment devant le consulat (55 rue Haneviim, ce bâtiment n'existe plus aujourd'hui). Avec le déclenchement de la Seconde Guerre mondiale, les Anglais réquisitionnèrent les bâtiments appartenant aux forces de l'Axe. L'hôpital italien fut transformé en hôpital militaire, et abrita également le poste de commandement régional de la Royal Air Force.
Avec le départ des Anglais en mai 1948, la partie orientale de la rue Haneviim fut l'objet de combats entre les juifs et les arabes, chaque camp essayant de contrôler les secteurs laissés vides par le départ des Anglais.

### De la Guerre d'Indépendance d'Israël à la Guerre des Six Jours
À la fin de la première guerre entre Israël et les pays arabes de 1948 à 1949, la ville de Jérusalem se retrouva divisée entre Israël et la Jordanie. La frontière divisait la partie Est de la rue Haneviim, là où passe aujourd'hui la route du Génie Militaire (route numéro 1) qui relie Jérusalem à Tel Aviv. Entre le secteur jordanien à l'est et le secteur israélien à l'ouest, se trouvait un no man's land au sud de la rue. Ce no man's land triangulaire était délimité 
- au nord par le secteur oriental de la rue Haneviim
- à l'est par les remparts de la Vieille Ville, depuis la Porte de Damas jusqu'à la Porte Neuve
- à l'ouest par la route numéro 1 d'aujourd'hui.

Il correspondait au quartier Qiriah Néémanah.
La rue perdit de sa valeur et les consulats abandonnèrent la rue. Par ailleurs, l'hôpital Hadassah, qui avait dû évacuer l'enclave du Mont Scopus, vint s'établir dans les bâtiments de l'hôpital de la Mission Anglaise (82 rue Haneviim) et dans l'école de filles de la Mission. Une partie s'installa dans les bâtiments de l'hôpital allemand (51 rue Haneviim). Dans le secteur de l'hôpital anglais, une faculté de médecine fut créée en 1949. L'hôpital Hadassah fut transféré en 1962-1963 à Ein Kerem.

### Depuis la Guerre des Six Jours

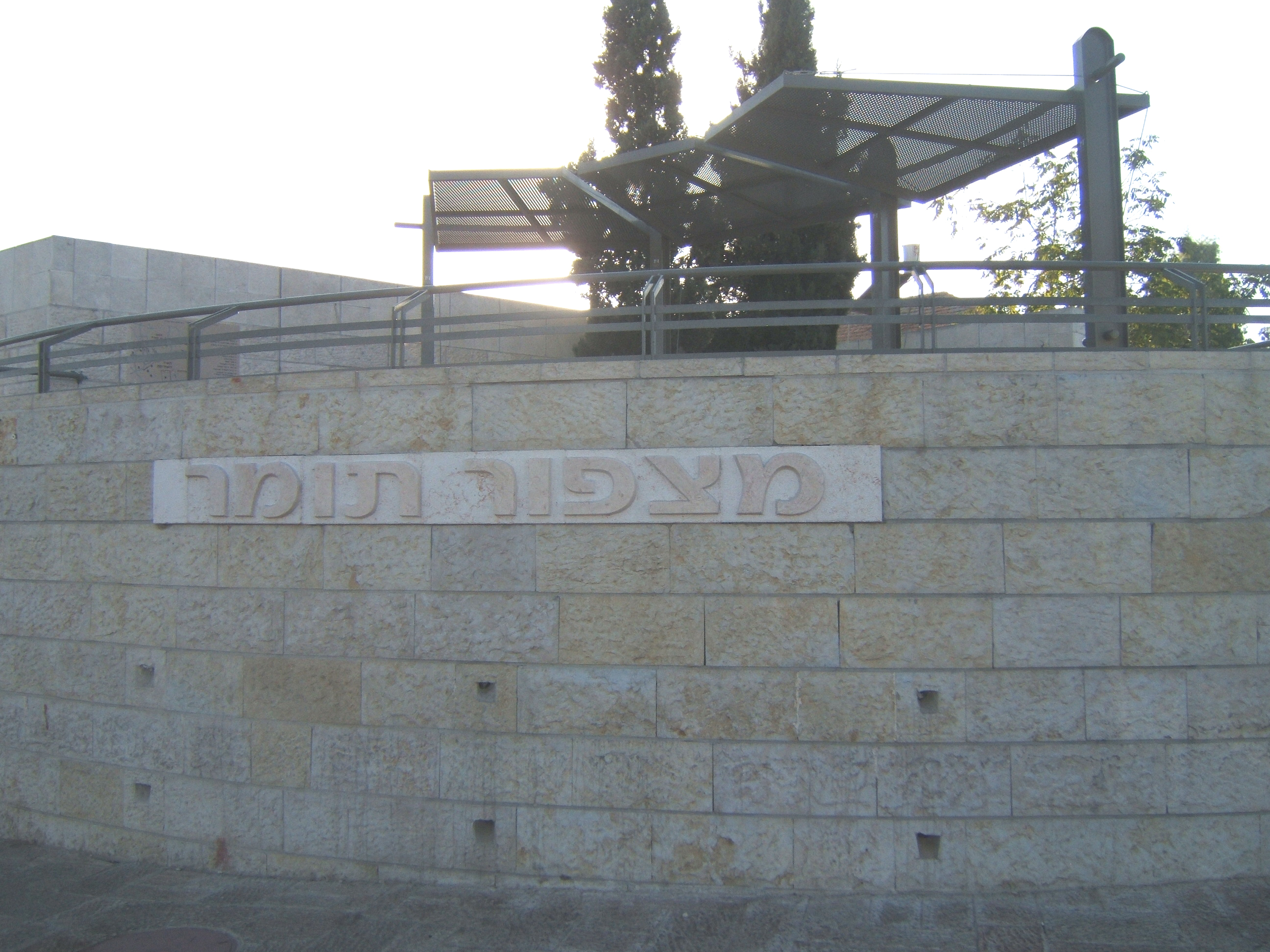
Panorama Mitzpor Tomer, en souvenir de Mordehaï Tomer, mort dans l'attentat d'avril 2002.

Après la conquête par les forces armées israéliennes de Jérusalem-Est, au cours de la guerre des Six Jours,  en juin 1967, la rue  entière passe sous contrôle israélien : la barrière de séparation fut retirée et il est procédé au déminage de la zone frontalière. La rue redevint un axe de communication entre la porte de Damas et les quartiers ouest de Jérusalem.
À cause de son rôle d'axe de circulation est-ouest, la rue subit un attentat palestinien. En avril 2002, un véhicule piégé circulant en direction de la partie ouest dans le but de perpétrer un attentat explosa à l'angle de la route du Génie Militaire en faisant un mort. Le poste d'observation Mitzpor Tomer, qui offre un point de vue sur la Vieille Ville, a été construit à la mémoire du policier Mordechai Tomer, 19 ans, qui avait fait arrêter le véhicule.